# Can Font del Pla (Sant Julià de Ramis)
Can Font del Pla és una masia del municipi de Sant Julià de Ramis (Gironès) protegida com a bé cultural d'interès local.

## Descripció
És una masia de planta baixa, on hi ha els cellers i les quadres, pis, on hi ha l'habitatge i la masoveria, i golfes, on hi ha la sala. Era una estructura senzilla coberta a una vessant a la que se li van anar afegint cossos. N'hi ha un a doble vessant, del segle xviii la part posterior, un altre del segle xix a una vessant adossat a la part dreta, així com arcs i terrats a façana. A migjorn se li afegí una pallissa d'una vessant i un pilar rodó on la seva meitat és una terrassa de la masia.
L'entrada és a la façana est per la part antiga. A la cantonada de l'entrada hi ha una finestra-balcó amb guardapols renaixentista (segle xvi) amb la inscripció «JAUME FONT 1595». A l'est hi ha obertures amb llindes planes i la inscripció de la data de 1635. Els balcons-terrasses són de rajol, d'arc rebaixat i barana de rajol. És de tres crugies, amb la sala del cos central com a centre. Darrere hi ha la cuina, la llar i la masoveria, i als laterals hi ha les cambres.

## Història
Les dates a les llindes són 1595 i 1635. El 1918 va ser venuda a Xifré Pérez, que la restaurà.